# August Wilhelm Julius Ahlborn
August Wilhelm Julius Ahlborn (alemany: August Ahlborn)  (Hannover, 11 d'octubre de 1796 - Roma, 24 d'agost de 1857) va ser un paisatgista alemany.

## Biografia
Ahlborn va néixer a Hannover, fill del mestre sastre de Hannover Heinrich Christian Ahlborn i de Dorothea Elisabeth Röllecke. Va ingressar a l’Acadèmia de les Arts de Prussia (Berlín) el 1819, on va estudiar amb Karl Wilhelm Wach. El 1826 va rebre l'Acadèmia per un retrat del Palau Nou de Potsdam, i va utilitzar els diners per viatjar a Itàlia el 1827, on va ser un dels fundadors del Roman Kunstverein. En aquest període, va viure a Roma, Florència i Ascoli. El desembre de 1832, es va casar amb Therese, la filla d'un funcionari del govern, a Berlín. El 1833 es va convertir en membre de l'Acadèmia Prussiana. A Itàlia, Ahlborn i la seva dona es van convertir al catolicisme romà des del luteranisme, el 15 d'agost de 1837. Les seves pintures són principalment de paisatges italians, del nord d'Alemanya i del Tirol, però també inclouen alguns retrats i obres religioses. Moltes de les seves obres estaven en poder de la família reial de Prússia. Ahlborn va morir a Roma el 1857.

## Obres

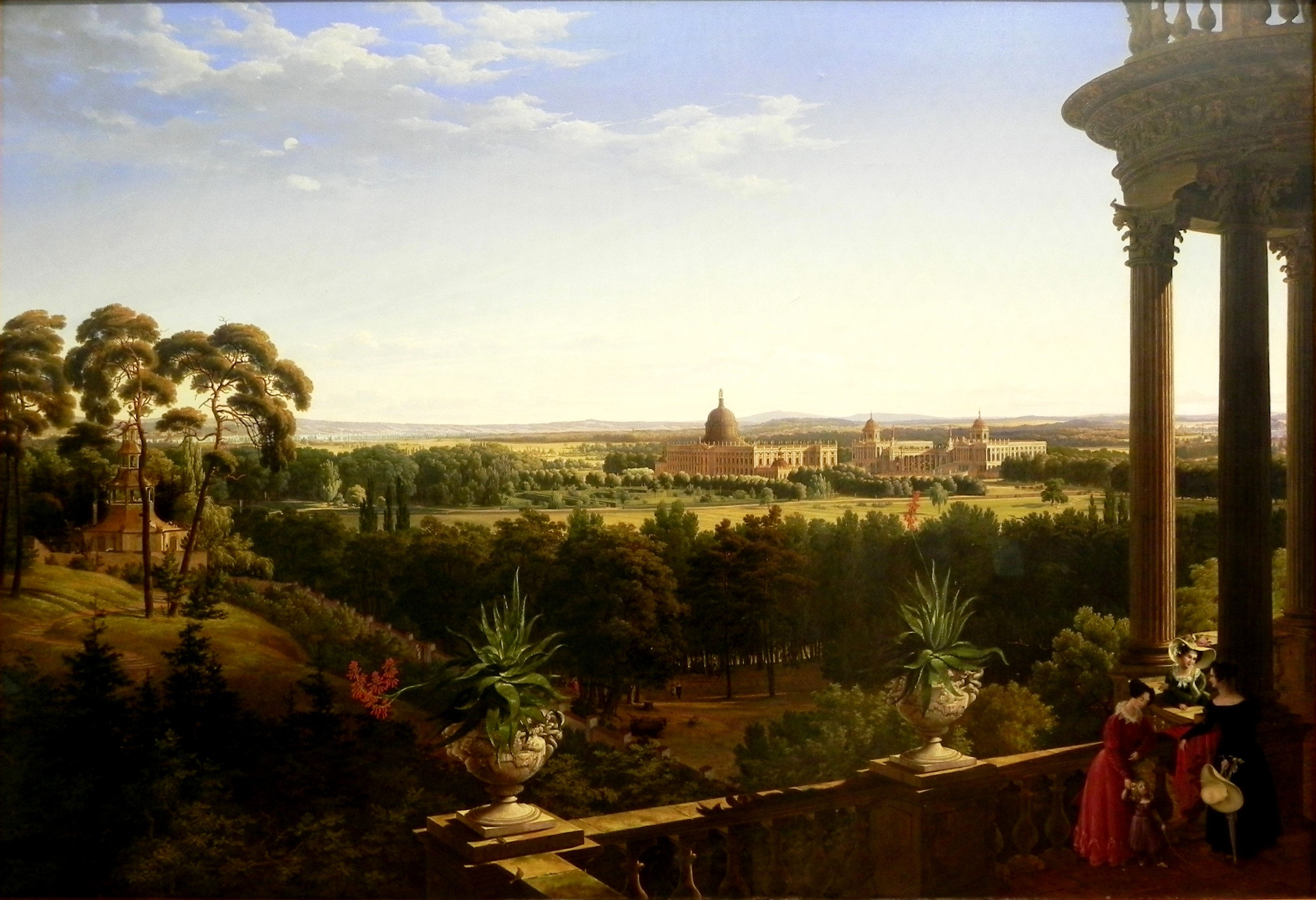
Vista del Palau Nou de Potsdam, 1826

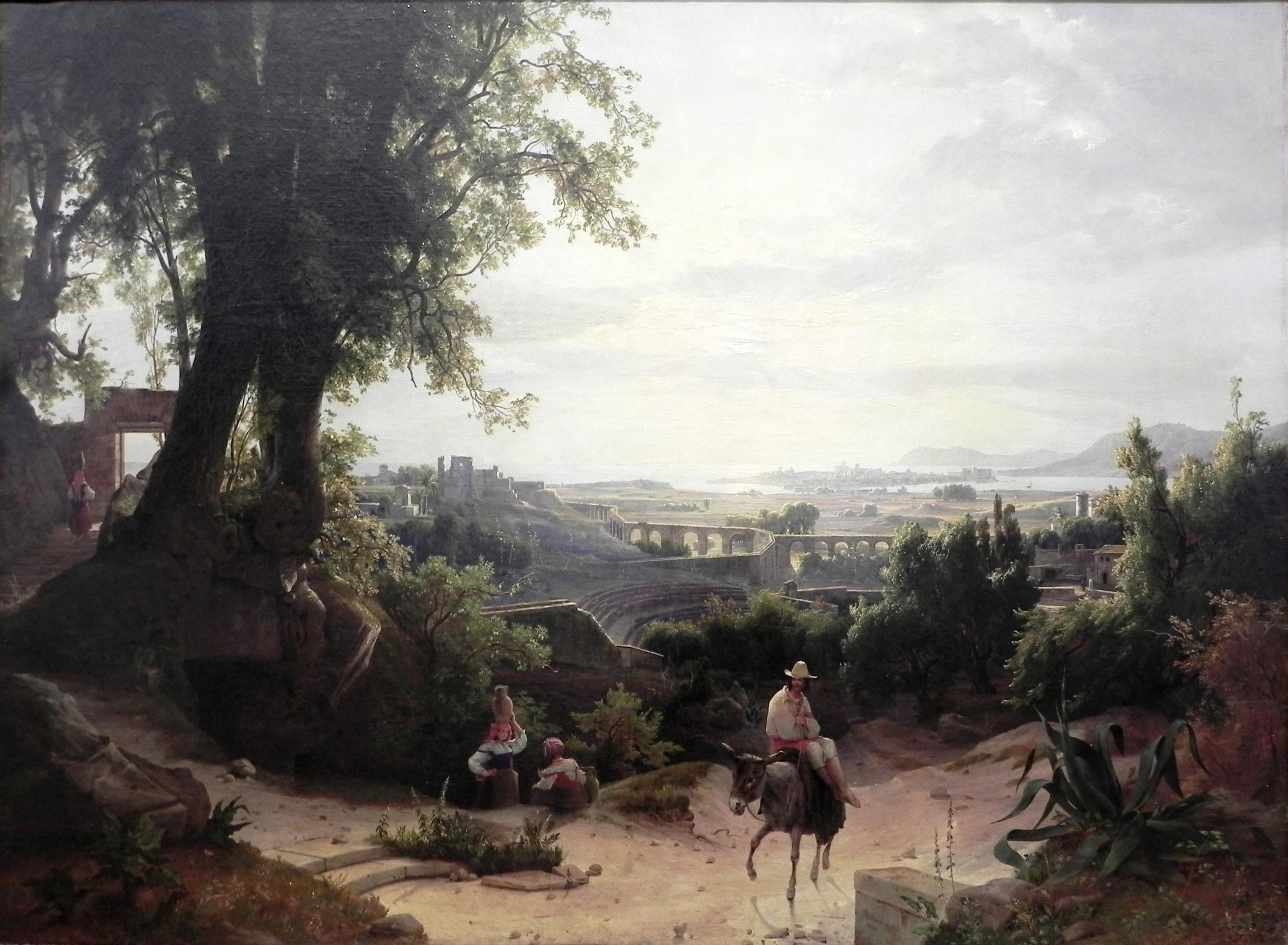
Siracusa a la llum del matí, 1836

- Catedral gòtica a la vora del mar, 1823. (inspirada en una obra de Karl Friedrich Schinkel)
- Ruïnes del monestir de Paulinzella, 1824, oli sobre tela, 86 × 111 cm, Museu Estatal de Turingia, Heidecksburg.
- Vista del Palau Nou de Potsdam, 1826, 124,8 x 185 cm, Museu Estatal de la Baixa Saxònia, Hannover.
- Costa al golf de Nàpols, 1832, oli sobre tela, 24 × 80,2 cm, Museu Estatal de Baixa Saxònia, Hannover.
- Visió de la flor d'or, 1832.
- Vista de Florència, l'any 1832, Alte Nationalgalerie, Berlín.
- Paisatge de muntanya, 1835.
- Siracusa, Sicília a la llum del matí, 1836, Museu Estatal de Baixa Saxònia, Hannover.
- Vista de Spoleto, l'any 1840, Museu Estatal de Baixa Saxònia, Hannover.
- Ruïnes dels molins de la Vila al turó Palatí a Roma, 1843, oli sobre tela, 33,2 × 46,8 cm.
- Paisatge del Vesuvi, 1852, oli sobre tela, 37,5 × 45,5 cm.
- Vista del llac de Como, oli sobre tela, 100 × 138 cm.
- Autoretrat amb germà, imatge avall, diàmetre 43 cm, 1827, Museu Estatal de la Baixa Saxònia, Hannover (al fons Paisatge urbà de Berlín).

## Galeria

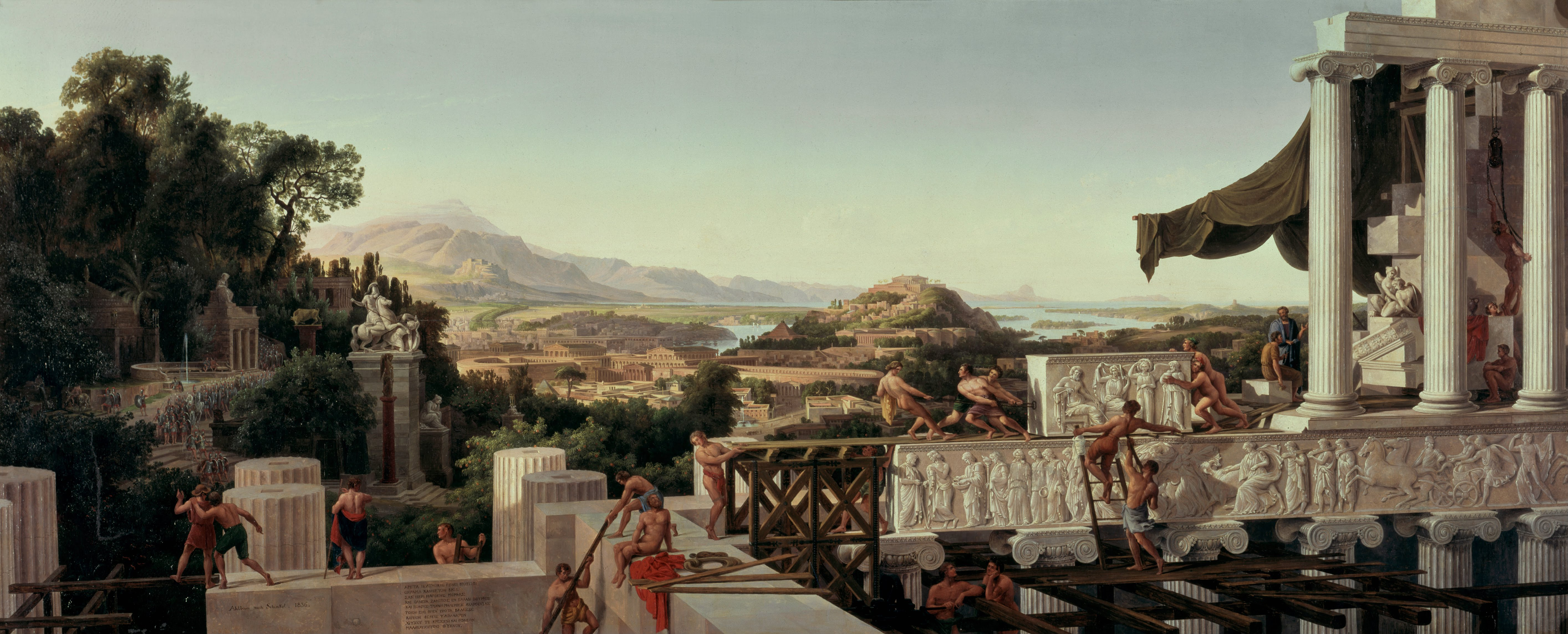
Blick in Griechenlands Blüte (Vista de la flor de Grècia). Oli sobre tela, 94 cm x 235 cm. 1836.
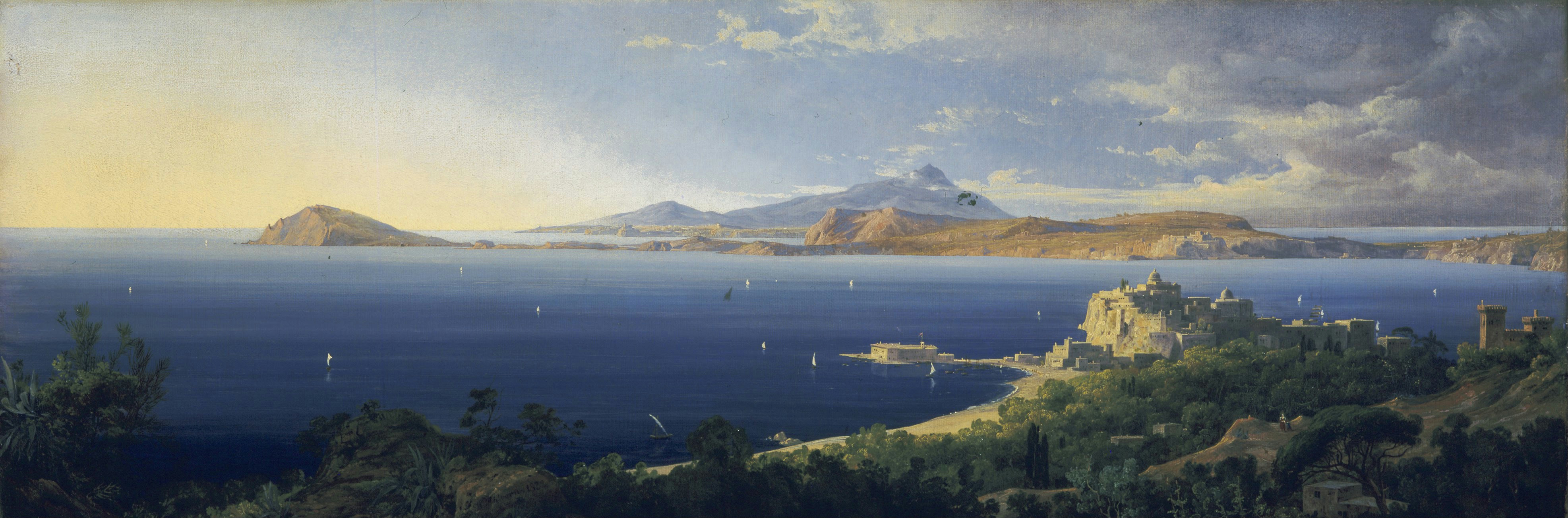
" Die Bucht von Pozzuoli bei Neapel " (La badia de Pozzuoli prop de Nàpols). 1832.